# Kazachstán na Letních olympijských hrách 2008
Kazachstán na Letních olympijských hrách v roce 2008 zastupovala výprava 132 sportovců v 22 sportech.

## Medailisté
| Medaile | Jméno                 | Sport     | Soutěž                           |
| ------- | --------------------- | --------- | -------------------------------- |
| Zlato   | Ilja Ilin             | Vzpírání  | Muži do 94 kg                    |
| Zlato   | Bachyt Sarsekbajev    | Box       | Muži váha lehká střední do 69 kg |
| Stříbro | Alla Važeninová       | Vzpírání  | Ženy do 75 kg                    |
| Stříbro | Irina Někrasovová     | Vzpírání  | Ženy do 63 kg                    |
| Stříbro | Tajmuraz Tydžyty      | Zápas     | Muži volný styl do 96 kg         |
| Stříbro | Askat Žitkejev        | Judo      | Muži váha polotěžká do 100 kg    |
| Bronz   | Arman Chilmanov       | Taekwondo | muži nad 80 kg                   |
| Bronz   | Marija Grabovecká     | Vzpírání  | Ženy nad 75 kg                   |
| Bronz   | Yerkebulan Shynaliyev | Box       | Muži váha polotěžká do 81 kg     |
| Bronz   | Asset Mambetov        | Zápas     | Muži řecko-římský do 96 kg       |
| Bronz   | Marid Mutalimov       | Zápas     | Muži volný styl do 120 kg        |
| Bronz   | Jelena Šaligina       | Zápas     | Ženy volný styl do 63 kg         |
| Bronz   | Nurbakyt Tengizbayev  | Zápas     | Muži řecko-římský do 60 kg       |